# دیوید جان رو
دیوید جان رو (به انگلیسی: David Roe) (زاده: ۱۱ سپتامبر ۱۹۶۵) بازیکن سابق اسنوکر انگلیسی و مربی سابق تیم ملی بیلیارد ایران بود.

## زندگی شخصی

### مسلمان شدن
وی در سال ۲۰۱۰ و در جریان مربی گری تیم ملی بیلیارد ایران به اسلام گروید. وی در باره ورودش به اسلام گفت:
 چندین سال در دوبی، قطر و بحرین مربی بودم و در آنجا با اسلام آشنا شدم. زمانی که به ایران آمدم جذب فرهنگ ایرانیان شدم. به دلیل مسابقاتی که در مشهد برگزار شد، به آنجا رفتم و خواستار رفتن به حرم امام رضا شدم. از آن زمان دیگر تصمیم گرفتم که مسلمان شوم. امیدوارم در این مدت با مطالعه بیشتر بتوانم مسلمان خوبی باشم.